# Ramholzwirtschaft
Die Ramholzgewinnung war im Siebengebirge und im unteren Mittelrheingebiet eine weit verbreitete Wirtschaftsform. Als Ramholz bezeichnete man Pfähle zum Anbinden der Rebstöcke in den Weinbergen. Die Bezeichnung kommt von dem lateinischen Wort ramus = der Ast. Derselbe Wortstamm erscheint noch in den Ortsnamen Ramersdorf und Ramersbach (Stadtteil von Bad Neuenahr-Ahrweiler).
Das Ramholz wurde durch Köpfen von Rotbuchen in etwa 2 m Höhe erzeugt. An den Schnittstellen bildeten die Buchen zahlreiche Äste, die gerade nach oben strebten. Diese Äste wurden erneut abgeschlagen sobald sie nach 12 bis 14 Jahren einen Durchmesser von 5 bis 7 cm erreicht hatten und damit als Rebpfähle brauchbar waren. Neben Weinbergpfählen wurde auf diese Weise auch Brennholz erzeugt. Vermutlich sind die Ramholzbuchen nur deshalb in größerer Höhe geköpft worden, damit das früher zahlreich in den Wald getriebene Vieh die jungen Triebe nicht verbeißen konnte.
Erste Zeugnisse über die Ramholzwirtschaft finden sich bereits im 13. Jahrhundert. Im Siebengebirge wurde diese Wirtschaftsform erst am Anfang des 20. Jahrhunderts aufgegeben. Linksrheinisch sind Relikte dieser Wirtschaftsform noch in Privatwäldern im Bereich Sinzig und Remagen vorhanden, hier wurden die Bäume ehemals in Kniehöhe geköpft, so dass jetzt noch Stöcke mit ca. 50 cm Höhe erkennbar sind.